# William Walker

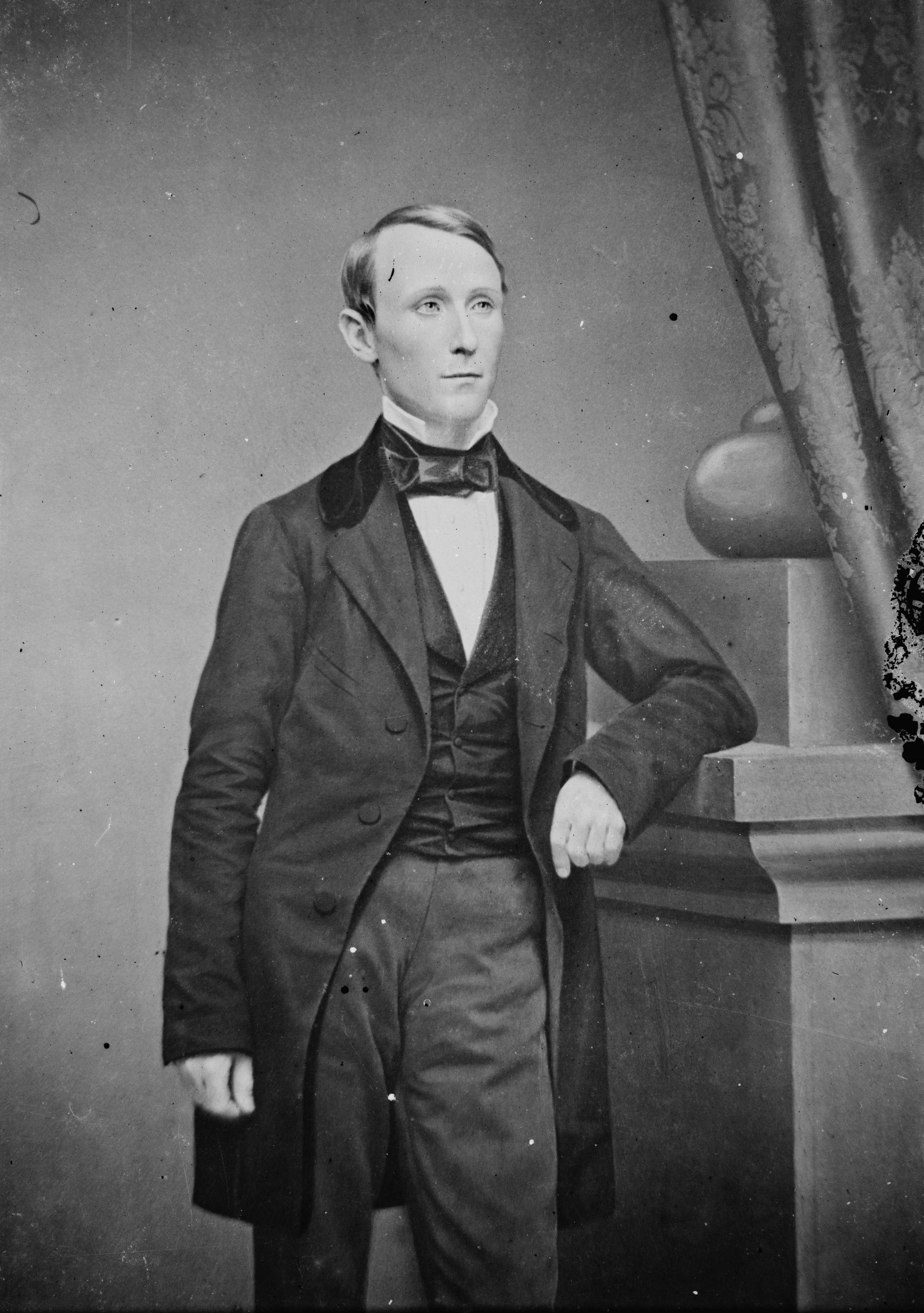
William Walker

William Walker (Nashville, Tennessee, 1824. május 8. – Trujillo, Colón megye, Honduras, 1860. szeptember 12.) amerikai kalandor, felfedező.

## Élete

### Pályakezdés
Walker ír származású volt. Eleinte mint orvos, majd mint ügyvéd működött, majd az 1850-es években felcsapott kalandornak. „Újkori zsoldosvezér”-nek nevezhető. Élete során három fegyveres expedíciót vezetett latin-amerikai országok ellen.

### Walker háborúi

#### Walker Mexikóban
Walkert déli ültetvényesek fogadták fel, akik azt remélték, hogy általa befolyást szerezhetnek Mexikóban. A tervük az volt, ha Walker megszerzi a területeket, azok csatlakoznak később az Egyesült Államokhoz, s az ültetvényesek kérvényezhetik a rabszolgaság bevezetését, így egyre kiterjedtebb birtokokhoz juthatnának. A rabszolgaültetvények olyan módszerekkel dolgoztak akkoriban a földdel, hogy az adott földterület kimerült, akkor kerestek egy másik művelhető területet, így terjeszkedett ez az ágazat. Az ültetvényeseknek minél több földre volt szükségük, hogy ezt a fajta gazdálkodást fenntartsák.
1848-ban véget ért a Mexikó számára súlyos kudarccal végződött amerikai-mexikói háború amely során nagy területeket, köztük Felső-Kaliforniát vesztette el.
Walker a háború folytatásának szánta akcióját, s bízott abban, hogy az Egyesült Államok majd másodszor is hadat üzen Mexikónak.
A kalandor amerikai zsoldosokból álló csapata (ezek közt volt szép számban törvényen kívüli is) San Franciscóban hajóra szállt és La Paz közelében 1853. október 15-én. A város bevétele után, november 3-án deklarálta az új Alsó-Kaliforniai Köztársaságot.

A következő évben azt tervezte, hogy betör Sonora területére is és kiterjeszti az uralmát. Zsoldos serege átlépte a határt, de a mexikói hadsereg visszaverte, bár annyi ideje volt, hogy létrehozzon még egy államot, a Sonorai Köztársaságot. Közben az USA-tól remélt támogatás is elmaradt, amely nem ismerte el Walker köztársaságát, s elutasította azon kérelmét, hogy nyerjen felvételt az államai közé. Az utánpótlás híján az amerikaiak kénytelenek voltak visszavonulni.
Walker tiszavirág életű állama is rövidesen megszűnt, s visszatért az Egyesült Államokba.

#### Walker Nicaraguában
Walker nem adta fel, s megpróbálkozott egy újabb terület meghódításával, ahol ismét egy magánállamot hozhat majd létre. Megalakította saját magánseregét az ún. Amerikai Falanxot, mely kalandorcsapatot Közép-Amerikába hívták el. Az egykori Közép-Amerika utódállamában, Nicaraguában polgárháború dúlt a konzervatívok és a liberálisok között és ez utóbbi fogadta szolgálatába Walkert.
1855. június 1-jén partraszállt Nicaraguában az Amerikai Falanx-szal, mely mintegy ötszáz jenki zsoldosból állt. Köztük volt a svéd származású, ám angliai születésű Charles Frederick Henningsen, aki már számos kalandot tudhatott maga mögött, sőt az 1848–49-es forradalom és szabadságharcban is részt vett! A helyi lakosságból kiegészített erői bevették Granada fővárost, a konzervatívok székhelyét.
Walker ügyes módon kibékítette a háborúzó feleket, s mindkettő seregeit leszerelték, így egyedüli fegyveres erő az országban már csak az amerikai zsoldossereg volt. Ezzel Walker tekintélye megnőtt, s kineveztette magát az ország hadi főparancsnokává és diktátori hatalommal (többek között a rabszolgaság visszaállításával) kormányozta az országot. Hogy a törvényesség látszatát kelthesse, 1856 júliusában választásokat rendezett, ahol nem átallott csalásokat véghez vinni. Az Egyesült Államok elismerte az új kormányt, amely angol nyelvet tett hivatalossá a spanyol helyett. Az amerikai terjeszkedést azonban a szomszédos államok hamar kiismerték és tartottak attól, hogy Walker révén Mexikó északi területeihez hasonló sorsra jutnak.
1856-ban a costa ricaiak Anglia támogatásával benyomultak Nicaraguába, és Walkerrel szemben több csatát is megnyertek. Ő azonban mindaddig fenntartotta magát, míg az általa elnöknek tett Rivas tőle el nem pártolt.
Walker hiába próbálta elérni, hogy az Egyesült Államok támadja meg Costa Ricát és a briteket, az semleges maradt a konfliktustól. 1857-ben Costa Rica, Honduras, San Salvador és Guatemala kormányai szövetséget kötöttek Walker ellen. A guatemalai hadsereg elfoglalta Massayát, mire Walker több száz zsoldossal újból feltöltötte a falanx haderőt, de ez már nem segített rajta. Az egyesült guatemalai-salvadori-hondurasi-nicaraguai csapatok ostrom alá vették az amerikaiakat Granadában. Walker feladta a várost és délre vonult zsoldosaival. Rivas városában a costa ricai sereg több hétig próbálta az amerikaiakat kiűzni, míg végül Walker vitorlással New Yorkba menekült.
Walker megpróbált visszatérni Nicaraguába, de második, Közép-Amerika ellen tervezett vállalkozását az Egyesült Államok akadályozta meg és deportálták.

### Walker Hondurasban
1860-ban Walker az újjászervezett Amerikai Falanx élén, több száz amerikai zsoldossal utolsó expedíciójára indult. Most Hondurast akarta meghódítani. Partraszállását követően megszállta a hondurasi Trujillo városát. A helyi erők azonban rövidesen úrrá lettek invázióján és vereséget mértek az amerikai zsoldosseregre. Walkert sikerült elfogni, s mint kalózt elítélték és golyó által ki is végezték.

## Walker a kultúrában
Alex Cox amerikai filmrendező 1987-ben filmet forgatott Walker életéről spanyol-amerikai-mexikói koprodukcióban Walker, a felszabadító címen. A főszerepet Ed Harris játszotta. A film rendkívül szélsőséges figuraként mutatja be Walkert és a gyarmatosító nicaraguai magánháborút, amelyet a háttérben gazdag pénzemberek irányítanak, közben ezt a főszereplő demokratikus elvekkel próbálja elfedni.
Még korábban 1969-ben készült Walkerről film Marlon Brando főszereplésével, Gillo Pontecorvo rendezésében, francia-olasz koprodukcióban. A Queimada c. film viszont sokkalta eltérőbb, teljesen másképp beszéli el Walker történetét. Ebben a filmben Walker egy angol nemes. A készítői valószínűleg Walker történetét vegyítik egy másik kalandor, egy nemesi származású Gaston de Raousset-Boulbon életével, aki francia zsoldosokkal akarta meghódítani 1852-ben Sonorát.